# Chiesa di Sant'Egidio (L'Île-Bouchard)
La chiesa di sant'Egidio (in francese Église Saint-Gilles) è un santuario cattolico che si trova nel comune francese di L'Île-Bouchard, situato nel dipartimento dell'Indre e Loira, nella regione del Centro-Valle della Loira.
È nota per le apparizioni mariane che vi si sarebbero verificate nel 1947.

## Storia e descrizione
Il santuario, realizzato in stile romanico, con alcuni elementi gotici, è stato costruito a partire dall'XI secolo, con interventi successivi soprattutto nel XV e nel XIX secolo. 
Secondo la tradizione, Giovanna d'Arco avrebbe visitato, nel 1429, la chiesa delle future apparizioni, dove una delle porte laterali porta ancora il suo nome.

## Le apparizioni mariane
Dall'8 al 14 dicembre 1947, nella chiesa in seguito divenuta santuario, quattro ragazzine, Jacqueline e Jeannette Aubry, sorelle di 12 e 7 anni, la loro cugina Nicole Robin di 10 anni e Laura Croizon di 8 anni, avrebbero avuto delle apparizioni della Vergine Maria e dell'arcangelo Gabriele. 
Nella Francia di quei giorni, agitata da scioperi e sabotaggi, si respirava un clima di guerra civile e si temeva un imminente colpo di Stato comunista. La mistica Marta Robin, alle dieci di mattina dell'8 dicembre 1947, aveva tranquillizzato il suo confessore, l'abate lionese Finet, che le aveva esposto i suoi timori per il Paese, dicendo testualmente: "La Madonna apparirà a dei bambini e la Francia sarà salva". Alle tredici di quello stesso giorno la Madonna avrebbe chiesto alle quattro ragazzine di pregare per la Francia, perché si trovava in grande pericolo. Nella notte tra l'8 e il 9 dicembre Benoit Frachon, regista dei preparativi insurrezionali, contro ogni attesa ordinava la cessazione delle agitazioni e la ripresa del lavoro.
Le apparizioni non sono state ufficialmente riconosciute, ma è stato concesso il culto diocesano di "Nostra Signora della preghiera".